# James Bond 007 (juego de rol)
James Bond 007 es todavía hoy en día el único juego de rol comercializado bajo licencia y ambientado en el universo de James Bond. Creado por Gerard Christopher Klug y editado en Estados Unidos por Victory Games, fue publicado por primera vez en 1983 bajo el título original en inglés James Bond 007: Role Playing in Her Majesty's Secret Service («James Bond 007: juego de rol al servicio secreto de su Majestad»). Este juego de rol ganó el premio de las mejores reglas de juego de rol (Best Role-Playing Rules) otorgado por los premios Origins Awards en 1983 y el premio de excelente juego de rol (Outstanding Role-Playing Game) otorgado por los premios Strategists' Club Awards en 1984. Victory Games, editorial que lo publicaba, era una división de Avalon Hill, editorial de juegos de guerra y de rol con sede en Baltimore.

## Sistema de juego
James Bond 007 tiene un sistema de juego único y nunca utilizado por ningún otro juego de rol, pues en él las resoluciones de acciones de los personajes no están basadas en la comparación directa de una tirada de dados con una habilidad o característica de un personaje, o con un número de dificultad, sino que están basadas en una tirada de dados cuyo éxito depende de la multiplicación de la habilidad de un personaje por un número de dificultad y su comparación posterior en una tabla de categorías de éxito.
Los únicos dados utilizados en el sistema de juego de James Bond 007 son el tradicional dado de seis caras y el menos tradicional dado de diez. Mientras que varios dados de seis pueden ser utilizados durante el juego sólo dos dados de diez son necesarios, pues se utilizan como dado de cien. Siguiendo el sistema de resolución de acciones basado en la tabla de categorías de éxito el valor numérico de la habilidad del personaje se multiplica por un número de dificultad impuesto por el director de juego, generando así un nuevo valor numérico llamado «intervalo de probabilidad de éxito». Una tirada de dado de cien debe ser igual o inferior al intervalo de probabilidad de éxito para ser considerada exitosa. Si la tirada es exitosa se consulta entonces la tabla de categorías de éxito, que determinará cuatro categorías posibles: excelente, muy buena, buena y aceptable. Cabe señalar que este sistema de juego es propio de James Bond 007 y que no es un sistema «porcentual»: efectivamente el intervalo de probabilidad de éxito va de 1 a 300, y no de 1 a 100, por lo que las tiradas de dado de cien no expresan un porcentaje, como es el caso de juegos de rol como RuneQuest, La llamada de Cthulhu o Stormbringer.

## Creación de personajes
Los personajes interpretables del juego, todos agentes del MI6, se distribuyen en tres graduaciones: recluta, agente y «00». Con la autorización del director de juego los jugadores pueden interpretar personajes de los dos grados superiores y no están necesariamente obligados a empezar por el grado de recluta. El juego también estipula que el director de juego puede autorizar a un jugador a interpretar el mismísimo personaje de James Bond, pero aconseja la creación de un personaje propio para cada jugador.
Las características que definen a un personaje en James Bond 007 son Fuerza (FUE), Destreza (DES), Voluntad (VOL), Percepción (PER) e Inteligencia (INT). Las tres graduaciones anteriormente citadas no corresponden a un sistema de niveles sino únicamente a un número de puntos de generación. Este sistema de puntos de generación (llamado Point Buy System en inglés) permite la atribución de características mediante la equivalencia de puntos. Las características van de nivel 6 a nivel 15 (cada nivel teniendo un coste de puntos de generación cada vez más elevado a medida que el nivel aumenta) y las habilidades empiezan con nivel 1, sin límites de nivel.
Para representar el universo propio de James Bond, que es el del espionaje, los puntos de fama de los personajes están destinados a determinar con qué grado se conoce a un personaje en el mundo de las instituciones de inteligencia de estado y de las sociedades del crimen organizado (esencialmente el MI6 y sus enemigos). Además de empezar con una cantidad de puntos de fama proporcional a la graduación (es evidente que un agente «00» tiene más fama que un simple recluta) los actos cumplidos durante las partidas también se ven atribuidos de puntos de fama. Hay otro aspecto propio del universo de James Bond que también está representado en el juego: para salir de situaciones de dificultad casi imposibles de resolver (lo que James Bond suele hacer casi con una sonrisa en la boca) el sistema de juego prevé un sistema de puntos de héroe que los jugadores pueden utilizar durante las partidas. Gastando un punto de héroe un personaje ve sus características y habilidades aumentadas considerablemente durante un corto lapso de tiempo, lo que le da la oportunidad de realizar gestas o hazañas que no realizaría en condiciones normales siguiendo sus características y habilidades habituales.
El juego también prevé mapas de ciudades importantes y reglas para seducir, para jugar en casinos o para llevar a cabo persecuciones de vehículos, elementos todos ellos muy característicos del género al que pertenece James Bond 007, el juego de rol.

## Universo de juego
El juego, ilustrado en su versión original casi exclusivamente con ilustraciones en blanco y negro firmadas por James Talbot, estaba mucho más basado en las películas de James Bond que en las novelas del autor original del personaje, Ian Fleming.

## Suplementos

### Aventuras
Las aventuras (guiones de partidas ya listas para ser jugadas) estaban, muy a menudo, basadas en las películas así como también, en parte, en las novelas:
- Goldfinger, octubre de 1983, ISBN 0-912515-03-1
- Octopussy, octubre de 1983, ISBN 0-912515-04-X
- Dr. No, 1984, ISBN 0-912515-06-6
- You Only Live Twice, 1984, ISBN 0-912515-08-2
- Live and Let Die, 1984, ISBN 0-912515-09-0
- Goldfinger II - The Man With The Midas Touch, 1985, ISBN 0-912515-12-0 (secuela de Goldfinger)
- The Man with the Golden Gun, 1985, ISBN 0-912515-13-9
- A View to a Kill, 1985, ISBN 0-912515-35-X
- You Only Live Twice II: Back of Beyond, 1986, ISBN 0-912515-41-4 (secuela de You Only Live Twice)
- For Your Eyes Only, 1986, ISBN 0-912515-43-0
- On Her Majesty's Secret Service, 1987, ISBN 0-912515-36-8

### Guías
- Q Manual, octubre de 1983, ISBN 0-912515-01-5 (guía detallada sobre el material destinado a los agentes de graduación «00»)
- Gamesmaster Pack, octubre de 1983, ISBN 0-912515-05-8 (elementos de ayuda al director de juego, incluyendo la pantalla de juego).
- For Your Information, 1983, ISBN 0-912515-07-4 (un suplemento de reglas y de nuevos datos sobre personajes y sobre equipo no descrito en el Q Manual)
- Thrilling Locations, junio de 1985, ISBN 0-912515-10-4 (este suplemento describe tanto hoteles, casinos y restaurantes como el famoso Orient Express)
- Villains, 1986, ISBN 0-912515-11-2 (descripción de siete grandes villanos del universo de James Bond así como una descripción de la agencia soviética SMERSH)

## Traducción y publicación en castellano
Después de su publicación en Estados Unidos en 1983 James Bond 007: Role Playing in Her Majesty's Secret Service fue jugado en España por un grupo reducido de jugadores que lo obtenían importado por unas pocas tiendas diseminadas en las ciudades más importantes del país. Sucedió entonces que The Fumbler Dwarf, un club de rol de Madrid, organizó una serie de partidas del juego para el público asistente a las segundas JESYR, celebradas en Barcelona en diciembre de 1987. El éxito obtenido con estas partidas llevó a Francesc Matas Salla, fundador de la editorial Joc Internacional en 1985 y coorganizador de las JESYR desde sus inicios en 1986, a intentar obtener la licencia de traducción del juego. Finalmente Joc Internacional publicó la traducción al castellano de James Bond 007 en mayo de 1990, efectuada por Karl Walter Klobuznik y Moisés Prieto, miembros ambos de The Fumbler Dwarf. Vendido originalmente en Estados Unidos en formato de caja Joc Internacional tradujo los textos contenidos en la caja original en un solo libro «de tapa dura» titulado James Bond 007, el juego de rol, tal como lo había hecho dos años antes la editorial Jeux Descartes para la edición del juego en Francia. Esta edición, la francesa, había reemplazado los dibujos originales en blanco y negro de James Talbot por fotogramas de las películas de Bond (también en blanco y negro). La edición en español de Joc Internacional también reemplazó las ilustraciones originales por ilustraciones propias. Estas fueron realizadas por Luis Carlos Ximénez (otro miembro del club The Fumbler Dwarf), quien calcó y entintó la mayor parte de fotogramas utilizados en la edición francesa. El resultado no fue apreciado por los jugadores hispanohablantes, lo que contribuyó en una disminución del éxito del juego en los países de habla hispana.
Joc Internacional también tradujo y publicó en castellano las aventuras A View to a Kill (con el título Panorama para matar, que era el título con el que se había traducido la película homóloga en España) y Goldfinger (cuyo título original fue conservado sin cambios pues también la película homónima había conservado su título original en los países hispanohablantes).
El juego fue presentado en la Feria del Libro del Parque del Retiro de Madrid en mayo de 1990 por su traductor al castellano, Karl Klobuznik y gozó de gran aceptación en el público, solo que la falta de continuidad en la publicación de diversas secuelas y aventuras hizo que el interés por la serie decayera con el tiempo.
La traducción de este juego al castellano está publicada en la base de datos de «literatura recomendada» del Ministerio de Educación de España.